# Franz Robert Czieslik
Franz Robert Czieslik (* 11. Oktober 1965 in Leipzig) ist ein deutscher Bildhauer und Künstler.

## Leben und Werk
Franz Robert Czieslik absolvierte von 1982 bis 1984 bei Fa. H. Augspach in Wismar eine Lehre als Tischler. 1997 besuchte er die Fachoberschule für Gestaltung Dresden. Er erhielt 2001 im Fach Freiraum- und Flächenplanung einen Gast-Lehrauftrag an der HTW Dresden.
Inspiriert durch einen Besuch des Ernst-Barlach-Hauses in Güstrow entschloss er sich 1979 dazu, den Beruf des Bildhauers zu wählen. Ab September 1979 erhielt er Bildhauerunterricht von Walter Strübing, einem Architekten und Bildhauer in Wismar. Um seinem Berufswunsch näherzukommen, absolvierte er zunächst die Tischlerlehre. In den Jahren 1984 bis 1987 arbeitete er an der Bauhütte der Mecklenburgischen Landeskirche in Schwerin. Hier war er als Tischler mit restauratorischen Aufgaben vorrangig in Wismar tätig. Dort arbeitete er an der Restaurierung von Kirchportalen der Nikolaikirche und an Ausstattungsgegenständen aus dieser und der Georgenkirche (Wismar) mit. Cziesliks Arbeiten sind in dieser Zeit durch figürliche Abstraktionen basierend auf Texten und zuvor gefertigten Skizzen geprägt. Die Arbeiten überschreiten selten eine Höhe von 40 cm. Das angestrebte Studium zum Holzrestaurator war ihm in dieser Zeit verwehrt, ebenso die Ausstellung seiner bildhauerischen Arbeiten. Seine erste Personalausstellung bekam er im September 1990 in der Galerie im Fenster in Wismar. Diese umfasste die Rauminstallation Winterschluss, eine künstlerische Position zum ersten und letzten Winterschlussverkauf der DDR sowie in einem Nebenraum seine abstrakt figürlichen Skulpturen. 1991 bis 1994 erlangte er mit seinen Möbeln auf der Grundlage des Pkw Trabant weltweite Aufmerksamkeit.
1995 nahm Czieslik eine Anstellung als Tischler in Moritzburg an und verlegte seinen Wohnsitz zunächst dorthin, später nach Dresden. Dort nahm er 2000 seine selbstständige Tätigkeit als Bildhauer auf. Czieslik löst sich bei der Umsetzung der Skulpturen auf der Basis zuvor gefertigter Entwürfe. Er folgt nun den Formen des gewachsenen Materials (Czieslik: „Die Zeichnung steckt im Material“). Seine Arbeiten wurden größer und raumgreifender. Er bezeichnet seine Objekte als Baumturen, eine Fusion aus den Worten Baum und Skulptur.
In der Zeit von 2000 bis 2005 war Czieslik privater Schüler und Assistent von Rupprecht Geiger in München-Solln. Von September 2000 bis Ende 2002 lebt er in Dresden und München. Nach seiner Rückkehr nach Wismar betrieb er ein Atelier im Ohlerich-Speicher im Alten Hafen. Dort war er auch eingebunden in die Projektentwicklung der „Holzstadt“.
In der Zeit von 2007 bis 2018 ruht seine selbständige Tätigkeit als Bildhauer. Es entstehen vor allem Texte in Form von Kolumnen und Kindergeschichten. Czieslik schloss eine Hörspielvorlage für „Downloads“ ab. Ab 2013 wandte sich Czieslik wieder der Bildhauerei zu.
Seit 2018 ist Czieslik wieder als freischaffender Künstler tätig. In seinem Wohnort Groß Ippener betreibt er einen Skulpturenpark. Es entstehen zusammenhängende Zyklen mit Baumturen bis 4 m Höhe in schwarz/weiß (Materie+Licht), schwarz/leuchtfarben (Materie+Energie), leuchtfarben (Energie) und blau/leuchtfarben. Seit 2020 arbeitet er an dem Zyklus „Licht“. Diese Baumturen sind vollständig in Weiß ausgeführt. Seit 2019 setzt er sich bildhauerisch auch mit Sandstein auseinander.

## Ausstellungen

### 1982 – 1989 Ausstellungsbeteiligungen
- in Wismar, Rostock, Dorf Mecklenburg, und Aalborg (DK)

### Einzel- und Partnerausstellungen (Auswahl)
- 1990 Winterschluss, Rauminstallation und Skulpturen, Galerie am Fenster, Wismar, September 1990
- 1999–2000 Auf dem Holzweg (1979–1999), Retrospektive aus 20 Jahren Holzbildhauerei in der Hansestadt Wismar, 20. Dezember 1999 bis 15. Januar 2000
- 2000 Baumturen, Holzinstallationen und Skulpturen, HTW Dresden Campus Pillnitz, Pillnitzer Platz 1, Dresden, Juni und Juli 2000
- 2001 Lichtblicke auf dem Holzweg, Skulpturen und Malerei, Lesesaal der Außenstelle Dresden des Bundesbeauftragten für die Unterlagen des Staatssicherheitsdienstes der Ehemaligen DDR, Dresden, 11. Januar 2001 bis 30. März 2001
- 2001 Baumturen, Skulpturen, Holzinstallationen, Malerei, Lichtobjekte, Zeichnungen, Kloster Chorin und Hotel Haus Chorin, 7. April 2001 bis 30. Juni 2001
- 2001 Holzskulpturen, Forum Alstertal, Hamburg, Juli bis August
- 2001 Zeichnung und Skulptur, Hotel Baseler Hof, Hamburg, Juli bis August
- 2001 Lichtblicke auf dem Holzweg, Skulpturen und Malerei, Lesesaal der Außenstelle Leipzig der Bundesbeauftragten für die Unterlagen des Staatssicherheitsdienstes der Ehemaligen DDR, und Außenanlage am Dittrichring, Leipzig, September bis November
- 2002 Baumturen last update, Holzskulpturen und Installationen aus Holz, Museum Schloss Klippenstein, Radeberg, März bis Oktober
- 2002 Farbrausch Raum#1, Premiere der Künstlergruppe Farbrausch, eine Installation mit Jens Carstensen, Tom Sauerbier, Werner Neff, Kulturverein Pferdestall, Bremerhaven
- 2003 Neue Formen, Studien zu Arbeiten in Aluminium, Carnaval, Peter - Auzinger-Str. 15, München, Mai bis September
- 2006 Baumturen, gemeinsame Ausstellung mit Phillip Wabinski (Photographie), Galerie KUNSTstoff, Wismar, Oktober
- 2016 „Baumturen“ Fusionen von Baum und Skulptur, Wallerie im Walle Center, Bremen, 6. Oktober 2016 bis 22. April 2017[6]
- 2018 Baumturen, Forum Alstertal Hamburg, August bis September
- 2019 Baumturen Materie – Licht und Farbe, Taufkirchen (Vils) 25. Juli 2019 bis 20. Oktober 2019[7]
- 2020 Ein Künstler, drei Orte, drei Positionen. Baumturen und Sandsteinobjekte, Badendiek (Kirche) – Kirch Rosin (Kirchhof) – Lohmen Meckl. (Kirche), 27. Juni 2020 bis 20. September 2020[8][9][10]

### Werke im öffentlichen Raum
- Christus weist den Weg, Pfarrhaus St. Laurentius, Wismar (Jahreswechsel 1999/2000)
- Überlebensraumbaum, Rudolf-Leonhard-Straße 24, Dresden (2000)
- Weltentanz, Innenhof der Tanzschule Graf, Leisniger Str. 53, Dresden (2001)
- Baum der Weltpoesie, Reihe Das offene Buch, Museum Modern Art Hünfeld, Hünfeld (2003)
- Landmarken, fünf Holzstelen mit farbigen Weinflaschen als Wegmarkierungen entlang des Weinwegs, zum Wein Berg, Fürstlich Drehna (2004)[11]
- Gestaltung des Marktplatzes in Gägelow, Stelen zur Geschichte der Ortsteile der Gemeinde, Gägelow bei Wismar (2005)
- Baumturen, vier Holzskulpturen, Dr.-Winklmann-Weg, Taufkirchen (Vils) (2019)